# New Castle (Delaware)
New Castle è una città situata nella Contea di New Castle, nello Stato degli Stati Uniti del Delaware. Secondo una stima del 2006 del Censis Bureau, la popolazione della città era di 4.836 persone. Spesso la città di New Castle viene chiamata Old New Castle.

## Storia
New Castle fu fondata ufficialmente dagli olandesi nel 1651, al tempo di Peter Stuyvesant, sul sito di un antico villaggio indiano, "Tomakonck" ("luogo del castoro"). Il primo nome del paese fu Fort Casimir. Successivamente cambiò il nome in "Trefaldigheet" ("Trinità"), a causa della presa della città da parte degli svedesi il giorno della domenica della Trinità, nel 1654. L'anno successivo fu nuovamente conquistata dagli olandesi, e ancora cambiò il nome, questa vola in Nieuw Amstel. Nel 1644 con l'intervento dell'inglese Robert Carr, la città passò ai britannici, che mutarono il nome in New Castle.
Nel 1680 la regione fu affidata a William Penn da parte del Duca di York, dove sbarcò per la prima volta in America nel 1682. Contrario a questa decisione era Charles Calvert, Duca di Baltimora, e scattarono polemiche riguardo al confine fra i due stati. La guglia della Court House - primo campidoglio del Delaware - fu scelto come centro del cerchio largo 12 miglia che avrebbe stabilito il confine fra il Delaware e il Maryland, la cosiddetta Mason-Dixon Line. Il fiume Delaware in parte rientrò nella spartizione del territorio fra i due stati.
Confini come il Mason-Dixon servirono anche a spartire i territori degli Stati del nord da quelli schiavisti, come allora era anche il Delaware. Nonostante ciò, nella contea più a nord, quella proprio di New Castle, vi era già un'industria sviluppata e vi erano più affinità con gli Stati del nord anche dal punto di vista sociale, mentre nelle contee meridionali del Kent e del Sussex l'agricoltura era ancora alla base dell'economia. Durante la Guerra di secessione americana il Delaware preferì non schierarsi.
Prima dello spostamento voluto da William Penn verso Philadelphia, New Castle era il centro politico delle colonie. Dopo la sua partenza lo Stato del Delaware volle una propria legislazione, che finalmente giunse nel 1702. New Castle fino alla Rivoluzione americana rimase capitale dello Stato, prima che gli uffici venissero spostati più a sud verso Dover. Due firmatari della Dichiarazione d'indipendenza erano originari di New Castle, vale a dire Thomas McKean e George Read.
New Castle fu anche terminale orientale della New Castle and Frenchtown Railroad, la seconda più vecchia ferrovia del paese (1832). Essa attraversava tutta la regione della Delmarva verso il Maryland, fino a giungere al grande centro di Baltimora.

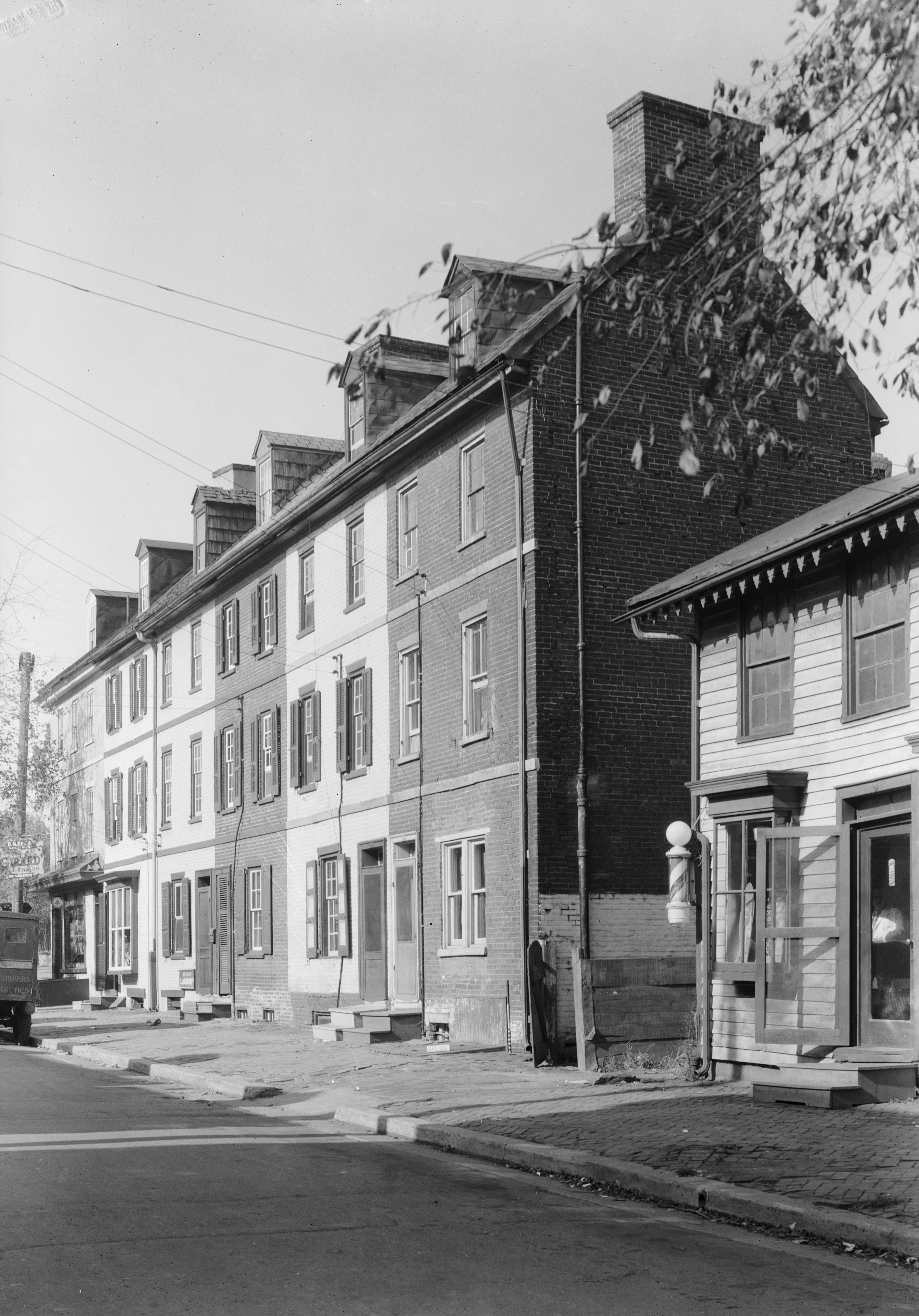
Edifici storici di New Castle. (1936)

## Geografia fisica
Secondo il Census Bureau la città ha un'area totale di 3.2 miglia quadrate (8.2 km²), di cui 3.0 miglia quadrate (7.9 km²) è terra e 0.1 miglia quadrate (0.3 km²) (3.79%) è acqua.
New Castle si trova a circa 10 km sud da Wilmington, ed è situata lungo il Delaware, in cima alla Baia del Delaware.
La città è inoltre sede del Broad Dyke, la prima diga mai costruita negli Stati Uniti.

## Popolazione
Secondo il censimento del 2000, A New Castle vivevano 4.862 persone, suddivise in 1.339 famiglie. La densità di popolazione era di 615,5 ab./km². Nel territorio comunale sorgevano 2.199 costruzioni abitative. Per quanto riguarda la composizione etnica della popolazione, il 77,48% era bianca, il 20,20% era afroamericana, lo 0,25% era poi nativa americana e lo 0,39% era asiatica. La popolazione di altre razze corrisponde all'1,68% della popolazione.
Nelle fasce d'età il 21,8% era al di sotto dei 18 anni, il 7,8% fra i 18 e i 24, il 28,6% fra i 25 e i 44, poi il 27,5% fra i 45 e i 64, e infine il 14,4% è al di sopra dei 65 anni d'età. L'età media si aggira sui 40 anni. Per ogni 100 donne ci sono 88,6 maschi.

## Educazione
New Castle ospita la Colonial School District  e la New Castle Public Library .